# Датук Аяуф Бачі
Датук Аяуф Бачі (Datuk Ayauf Bachi) — малайзійський дипломат. Надзвичайний і Повноважний Посол Малайзії в Україні та за сумісництвом в Грузії.

## Біографія
Датук Аяуф Бачі, є професіоналом в області ділового адміністрування та був пов'язаний з Міністерством закордонних справ Малайзії протягом тринадцяти років. Він був Генеральним консулом Генерального консульства Малайзії в Куньмін, Китай; Заступником Консульського відділу і посла в Перу.
З 2012 по 2016 — Надзвичайний і Повноважний Посол Малайзії в Перу.
З 2012 року — Надзвичайний і Повноважний Посол Малайзії в Колумбії за сумісництвом.
Надзвичайний і Повноважний Посол Малайзії в Панамі за сумісництвом..
З січня 2016 року — Надзвичайний і Повноважний Посол Малайзії в Києві.
21 квітня 2016 року — передав копії Вірчих грамот Заступнику міністра закордонних справ України Сергію Кислиці.
14 червня 2016 року — вручив вірчі грамоти Президенту України Петру Порошенку.